# Nyugati blokk

A Nyugati blokkhoz tartozó államok kék színnel, a Keleti blokk államai pedig vörös színnel jelölve. Szürkével a harmadik világ országai.

A Nyugati blokk egy informális gyűjtőfogalom azokra az országokra, melyek az Egyesült Államok szövetségesei voltak a hidegháború idején 1947 és 1991 között. A NATO- tagállamok Nyugat-Európában és Észak-Amerikában adták a blokk gerincét, de szerepet kaptak a Csendes-óceáni térség ázsiai országai, valamint közel-keleti, afrikai és latin-amerikai államok. 
A blokk szembehelyezkedett a kommunista országok politikai rendszereivel és külpolitikájával, melynek középpontjában a Szovjetunió, a Varsói Szerződés tagállamai és a Kínai Népköztársaság állt. A "nyugati blokk" elnevezés a keleti blokk elnevezésre adott válaszként jelent meg. A hidegháború idején a nyugati média leginkább "szabad világként", vagy "első világként" hivatkozott magára, míg a keleti blokkot leggyakrabban a "kommunista világ" vagy a "második világ" jelzővel illették.
Az egyik politikai, gazdaság és katonai tömbhöz sem tartozó országok alkották az úgynevezett harmadik világot.

## Szövetségek a Nyugati blokkban 1947 és 1991 között

### NATO
- Belgium
- Dánia
- Egyesült Királyság
- Franciaország
- Görögország (1952-től)
- Izland
- Kanada
- Luxemburg
- Hollandia
- Olaszország
- NSZK (1955–1990)
- Norvégia
- Portugália
- Spanyolország (1982-től)
- Törökország (1952-től)
- USA

### Öt Szem
- Ausztrália
- Egyesült Királyság
- Kanada
- Új-Zéland
- USA

### ANZUS
- Ausztrália
- Új-Zéland
- USA

### Szovjetellenes kommunista és szocialista államok
- Kína (1961-től)
- Demokratikus Kambodzsa (1978-tól)
- Román Szocialista Köztársaság (1964-től)
- Jugoszlávia (1948-tól)

### Szabad Egyesülési Paktum
- Marshall-szigetek
- Mikronézia
- Palau
- USA

### CENTO(1979-ig)
- Egyesült Királyság (1979-ig)
- Pahlavi Irán (1979-ig)
- Iraki Királyság (1958-ig)
- Pakisztán (1979-ig)
- Törökország (1979-ig)

### Riói Szerződés
- Argentína
- Bahama-szigetek (1982-től)
- Bolívia (2005-ig)
- Brazília
- Chile
- Costa Rica
- Dominikai Köztársaság (1990-ig)
- Ecuador (2012-ig)
- Guatemala
- Honduras
- Kolumbia
- Kuba (1959-ig)
- Mexikó
- Nicaragua (1979-ig)
- Panama
- Paraguay
- Peru
- Salvador
- Trinidad és Tobago (1967-től)
- Uruguay
- USA
- Venezuela (1999-ig)

### SEATO
- Ausztrália
- Franciaország
- Dél-Vietnám (1975-ig)
- Egyesült Királyság
- Kambodzsai Királyság (1956-ig)
  -  Khmer Köztársaság (1970–1975)
- Fülöp-szigetek
- Laoszi Királyság (1975-ig)
- Pakisztán
- Thaiföld
- Új-Zéland
- USA

### Közel-keleti/Észak-afrikai régió
- Afgán Iszlám Köztársaság (2001–2021)
- Bahrein
- Egyesült Arab Emírségek
- Egyiptom (1979-től)
- Iraki Köztársaság (1990-ig)
- Pahlavi Irán (1979-ig)
- Izrael
- Jemen
  -  Jemeni Arab Köztársaság (1962–1990)
- Jordánia
- Katar
- Kuvait
- Libanon
- Líbia (1969 előtt, 2011-től)
- Marokkó
- Omán
- Szaúd-Arábia
- Szír Ellenállás (1979-ig)
- Szomália (1977-től)
- Szudán (1971–1985, 2019–2021)
- Törökország (2009-ig)
- Tunézia

### Ázsiai, délkelet-ázsiai és óceániai partnerek
- Ausztrália
- Bhután
- Brunei (1984-től)
- Dél-Korea
- Fülöp-szigetek
- India
- Indonézia
- Japán
- Malajzia
- Pakisztán
- Szingapúr
- Thaiföld
- Tajvan
- Új-Zéland
- Vietnám (1995-től)

### Mások
- Ciprus
- Dél-afrikai Köztársaság
- Etióp Birodalom (1974 előtt)
- Khmer Köztársaság (1970–1975)
- Nyugat-Berlin
- Zaire

## 1991-től

### NATO
- Albánia (2009-től)
- Belgium
- Bulgária (2004-től)
- Csehország (1999-től)
- Dánia
- Egyesült Királyság
- Észak-Macedónia (2020-tól)
- Észtország (2004-től)
- Finnország (2023-tól)
- Franciaország
- Görögország
- Izland
- Kanada
- Lengyelország (1999-től)
- Lettország (2004-től)
- Litvánia (2004-től)
- Luxemburg
- Hollandia
- Horvátország (2009-től)
- Magyarország (1999-től)
- Montenegró (2017-től)
- Németország
- Norvégia
- Olaszország
- Portugália
- Románia (2004-től)
- Spanyolország
- Svédország (2024-től)
- Szlovákia (2004-től)
- Szlovénia (2004-től)
- Törökország
- USA

### Jelentős nem-NATO szövetségesek
- Ausztrália (1987-től)
- Egyiptom (1987-től)
- Izrael (1987-től)
- Japán (1987-től)
- Dél-Korea (1987-től)
- Jordánia (1996-tól)
- Új-Zéland (1997-től)
- Argentína (1998-tól)
- Bahrein
- Fülöp-szigetek
- Thaiföld
- Tajvan
- Kuvait
- Marokkó
- Pakisztán
- Afgán Iszlám Köztársaság (2001–2021)
- Tunézia
- Brazília
- Kolumbia
- Katar

### Közel-keleti partnerek
- Bahrein
- Egyesült Arab Emírségek
- Egyiptom
- Irak (2004-től)
- Izrael
- Jordánia
- Katar
- Kuvait
- Marokkó
- Szaúd-Arábia
- Szudán
- Tunézia

### Ázsiai, délkelet-ázsiai és óceániai partnerek
- Ausztrália
- Bhután
- Brunei
- Dél-Korea
- Fülöp-szigetek
- India
- Indonézia
- Japán
- Malajzia
- Mongólia
- Pakisztán
- Szingapúr
- Thaiföld
- Tajvan
- Új-Zéland
- Vietnám

### Inter-amerikai partnerek
- Argentína
- Brazília
- Chile
- Costa Rica
- Dominikai Köztársaság
- Ecuador
- Guatemala
- Honduras
- Kolumbia
- Mexikó
- Panama
- Paraguay
- Peru
- Salvador
- Uruguay

### Négyoldalú biztonsági párbeszéd
- USA
- Ausztrália
- India
- Japán

### Mások
- Azerbajdzsán
- Ausztria
- Belarusz (1991–1994)
- Bosznia-Hercegovina
- Ciprus
- Grúzia
- Írország
- Koszovó
- Málta
- Moldova
- Oroszország (1991–1999)
- Ukrajna